# Siegfried Nassuth
Georg Siegfried (Siegfried) Nassuth (Pekalongan, Nederlands-Indië, 20 juli 1922 - Amsterdam, 5 april 2005) was een Nederlandse architect en stedenbouwkundige.

## Leven en werk
Tijdens zijn studie aan de Technische Hogeschool Delft, de voorloper van de huidige TU Delft, kreeg hij les van onder anderen Cornelis van Eesteren en Th.K. van Lohuizen. Beide hoogleraren waren verantwoordelijk voor het Algemeen Uitbreidingsplan (AUP) van Amsterdam uit 1934. Na zijn afstuderen trad hij in dienst van de toenmalige Afdeling Stadsontwikkeling van de Dienst der Publieke Werken van de gemeente Amsterdam.
In 1962 werd hij aan het hoofd geplaatst van de groep stadsplanners die zich bezighield met de planvorming voor de Bijlmermeer, destijds een beoogde Amsterdamse uitbreiding ten zuidoosten van de stad die pas na lang onderhandelen aan Amsterdam werd toegewezen. Nassuth was vooral geïnspireerd door de ideeën van de CIAM en de Zwitserse architect Le Corbusier, met een strikte scheiding tussen wonen, werken en recreëren. Onderdeel van die filosofie is ook de scheiding van auto-, fiets- en voetgangersverkeer, die in het oorspronkelijke ontwerp van de Bijlmermeer strikt uitgewerkt was.

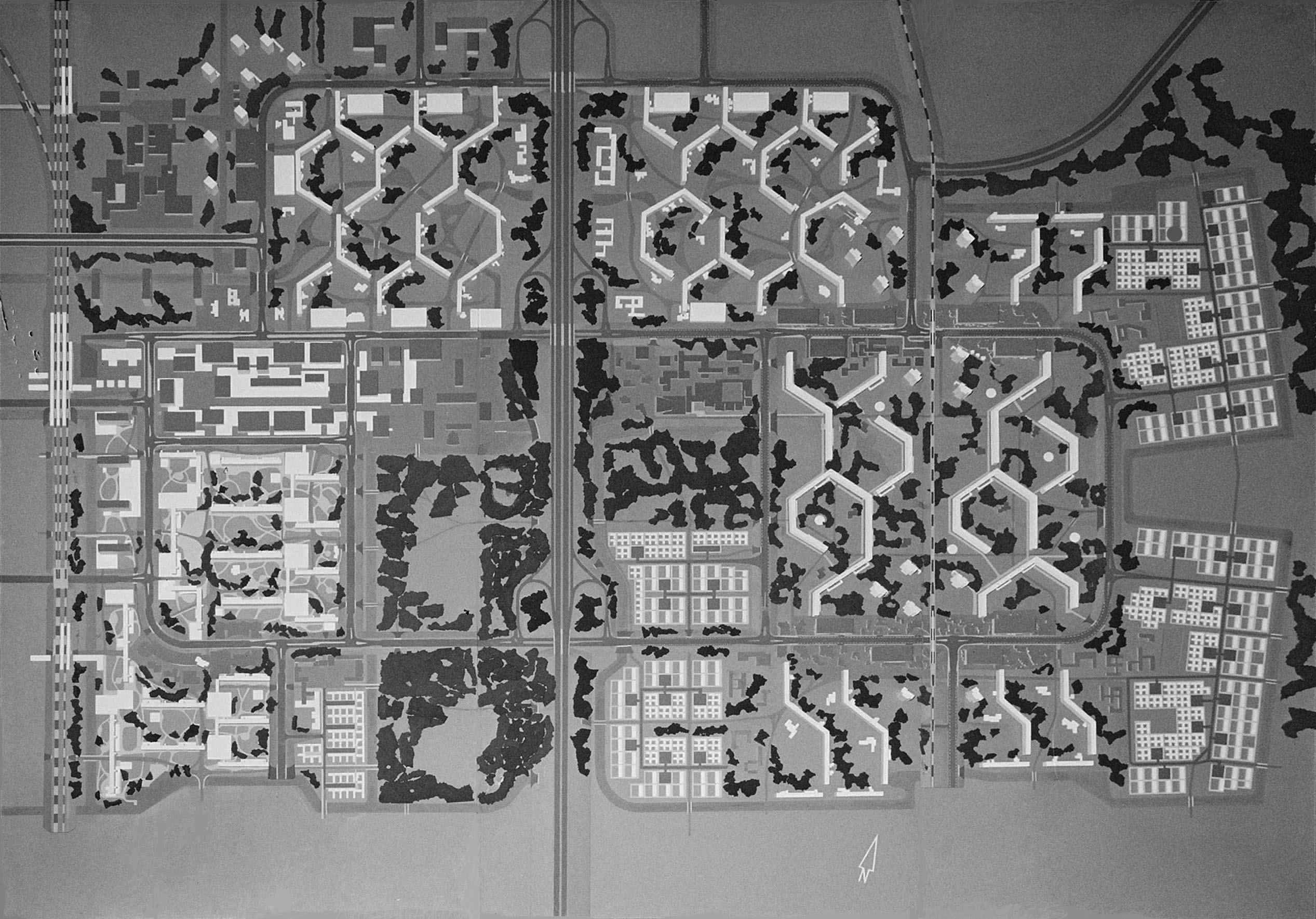
Maquette van de Bijlmermeer

Het toenmalige hoofd van de Afdeling Stadsontwikkeling, Ko Mulder was, evenals Van Eesteren, die als adviseur bij het project betrokken was, zeer kritisch over de schaal van het plan. Mulder maakte een alternatief stedenbouwkundig plan, met meer laagbouw en middelhoogbouw in plaats van de hoogbouw van tien verdiepingen. In dit plan zou ook sprake zijn van een grotere functiemenging. Desondanks werd toch besloten tot een nagenoeg ongewijzigde uitvoering van het plan van Nassuth.
Nassuth bleef betrokken bij de planvorming in de Bijlmermeer tot aan zijn pensionering in 1981. Zijn abrupte afscheid van de Afdeling Stadsontwikkeling had volgens voormalige collega's te maken met het trauma dat hij in de Tweede Wereldoorlog opliep door dwangarbeid voor de Birmaspoorweg. Voor zijn aandeel in het stedenbouwkundige ontwerp voor de Bijlmermeer werd Nassuth in 1998 onderscheiden met de oeuvreprijs van het Fonds voor Beeldende Kunsten, Vormgeving en Bouwkunst.